# 후루야마촌
후루야마촌(古山村)은 일본 미에현 나가군에 설치되었던 촌이다. 현재의 이가시, 나바리시의 일부에 해당한다.